# ورم أرومي نقوي التهابي
ورم أرومي نقوي التهابي (بالإنجليزية: Inflammatory myeloblastic tumor)‏ ويُدعى اختصارًا IMT ويُسمى أيضًا ورم التهابي كاذب (بالإنجليزية: Inflammatory pseudotumor)‏، هو ورم حميد نادر يحدث في الكبد، وقد يحدث في قناة الصفراء.